# Robert Lesser
Robert Lesser (* 22. Oktober 1942 in New York City), auch bekannt als Bobby Lesser, ist ein US-amerikanischer Schauspieler.

## Werdegang
Lesser besuchte in seiner Geburtsstadt New York die High School of Music & Art. Er begann seine Arbeit als Schauspieler 1967 mit einer Rolle in dem Mockumentary-Film David Holzman's Diary. Seitdem war er fortlaufend als Darsteller in den verschiedensten Film- und Fernsehprojekten zu sehen, in denen er vorwiegend in Neben- und Minirollen besetzt wurde. Im Laufe seines Berufslebens arbeitete er unter anderem mit Bruce Willis, Ed Harris, Arnold Schwarzenegger, Sylvester Stallone, Matthew Broderick und Dennis Quaid zusammen. Sein Schaffen umfasst rund 53 verschiedene Produktionen.
Neben seiner Arbeit im Bereich Film und Fernsehen ist Lesser als Bühnenschauspieler aktiv. Er lebt in Santa Barbara.

## Filmografie (Auswahl)

### Filme
- 1967: David Holzman's Diary
- 1974: Clinch (Hot Times)
- 1975: Hester Street
- 1977: Der Untermieter (The Goodbye Girl)
- 1980: Christmas Evil
- 1981: Bis zum letzten Schuß (The Gangster Chronicles)
- 1984: 2010: Das Jahr, in dem wir Kontakt aufnehmen (2010: The Year We Make Contact)
- 1986: Poltergeist II – Die andere Seite (Poltergeist II: The Other Side)
- 1986: Diese zwei sind nicht zu fassen (Running Scared)
- 1986: The Big Easy – Der große Leichtsinn (The Big Easy)
- 1987: Monster Busters (The Monster Squad)
- 1988: Mörderischer Vorsprung (Shoot to Kill)
- 1988: Presidio (The Presidio)
- 1988: Stirb langsam (Die Hard)
- 1988: Ernst rettet Weihnachten (Ernest Saves Christmas)
- 1989: Great Balls of Fire – Jerry Lee Lewis – Ein Leben für den Rock’n’Roll (Great Balls of Fire!)
- 1991: Oscar – Vom Regen in die Traufe (Oscar)
- 1993: Tina – What’s Love Got to Do with It? (What's Love Got to Do with It)
- 1994: Dem Mond so nah (Across the Moon)
- 1995: Different Minds – Feindliche Brüder (Steal Big Steal Little)
- 1997: Das Relikt (The Relic)
- 1998: Godzilla
- 1999: The Auteur Theory
- 1999: End of Days – Nacht ohne Morgen (End of Days)
- 2001: Ein amerikanischer Traum (An American Rhapsody)
- 2007: Best Wishes for Tomorrow
- 2011: Painting in the Rain
- 2016: 8989 Redstone

### Serien
- 1981: Drei Engel für Charlie (Charlie’s Angels, 1 Episode)
- 1981: Bosom Buddies (1 Episode)
- 1982–1983: The New Odd Couple (2 Episoden)
- 1987: Chefarzt Dr. Westphall (St. Elsewhere, 1 Episode)
- 1990–1995: Harrys Nest (Empty Nest, 4 Episoden)
- 1991: Eine schrecklich nette Familie (Married... with Children, 1 Episode)
- 1992: 4x Herman (Herman's Head, 1 Episode)